# Crush (Zhané-dal)
A Crush című dal az amerikai R&B duó Zhané 2. kimásolt kislemeze a  Saturday Night című stúdióalbumról. A dal a Billboard 100-as listán a 105. helyezést érte el, míg az R&B lista 24. helyéig jutott. Az Egyesült Királyságban a dal a 44. volt a kislemezlistán.

## Megjelenések
CD Maxi  Japán Motown – POCT-1094, Illtown (2) – POCT-1094
1. Crush (JR Swingha Hip Hop Mix) 3:24
2. Crush (JR Swingha Smooth Mix) 3:19
3. Crush (Bornola / U.Be.U. Mix) 3:48
4. Crush (K G Mix) 3:02

## Slágerlista
| Slágerlista (1997)                    | Legjobb helyezések |
| ------------------------------------- | ------------------ |
| Brit kislemezlista                    | 44                 |
| US Billboard Hot 100                  | 106                |
| U.S. Hot R&B/Hip-Hop Singles & Tracks | 24                 |